# حزب دموکراسی و سوسیالیسم
حزب دموکراسی و سوسیالیسم (به فرانسوی: Parti pour la Démocratie et le Socialisme‎) یک حزب سیاسی ثبت‌شده در بورکینافاسو (ولتای علیا سابق) بود.
در سال ۱۹۹۹ حزب استقلال آفریقا (PAI) منشعب شد و سومن توره یک حزب تشکیل داد. از آنجا که PAI به رهبری توره، که به دولت پیوست، نام قانونی PAI را به رسمیت شناخت، دیگر این حزب را به عنوان حزب انتخاباتی خود در سال ۲۰۰۲ ثبت کرد.
در انتخابات قانونگذاری، ۵ مه ۲۰۰۲، حزب دموکراسی و سوسیالیسم ۱٫۷٪ آرا مردم و ۲ کرسی از ۱۱۱ کرسی را به دست آورد. در انتخابات ریاست جمهوری ۱۳ نوامبر ۲۰۰۵، کاندیدای آن فیلیپ اودراگو ۲٫۲۸٪ آرا عمومی را به دست آورد.
در انتخابات پارلمانی ۲۰۰۷، این حزب دوباره ۲ کرسی به دست آورد.
در سال ۲۰۱۲ این حزب در حزب دموکراسی و سوسیالیسم ادغام شد.

## کنوانسیون‌های ملی حزب
- ۵ مارس ۲۰۰۵: اولین کنوانسیون ملی
- ۲ دسامبر ۲۰۰۶: دومین کنوانسیون ملی[۳]